# دهستان حومه (هفتکل)
دهستان حومه، یکی از دهستان‌های بخش مرکزی شهرستان هفتکل در استان خوزستان ایران است. مرکز این دهستان، روستای جارو است.

## جمعیت
بر پایه سرشماری عمومی نفوس و مسکن در سال ۱۳۹۵، جمعیت دهستان حومه برابر با ۱٬۴۴۳ نفر بوده‌است.